# Verdilly
Verdilly és un municipi francès situat al departament de l'Aisne i a la regió dels Alts de França. L'any 2007 tenia 428 habitants.

## Demografia

### Població
El 2007 la població de fet de Verdilly era de 428 persones. Hi havia 170 famílies de les quals 32 eren unipersonals (16 homes vivint sols i 16 dones vivint soles), 67 parelles sense fills i 71 parelles amb fills.
La població ha evolucionat segons el següent gràfic:
Habitants censats

### Habitatges
El 2007 hi havia 179 habitatges, 166 eren l'habitatge principal de la família, 7 eren segones residències i 7 estaven desocupats. 174 eren cases i 6 eren apartaments. Dels 166 habitatges principals, 130 estaven ocupats pels seus propietaris, 33 estaven llogats i ocupats pels llogaters i 3 estaven cedits a títol gratuït; 3 tenien una cambra, 5 en tenien dues, 28 en tenien tres, 47 en tenien quatre i 83 en tenien cinc o més. 130 habitatges disposaven pel capbaix d'una plaça de pàrquing. A 53 habitatges hi havia un automòbil i a 101 n'hi havia dos o més.

### Piràmide de població
La piràmide de població per edats i sexe el 2009 era:
| Homes | Edats   | Dones |
| ----- | ------- | ----- |
| 0     | 95 o +  | 0     |
| 0     | 90 a 94 | 0     |
| 0     | 85 a 89 | 0     |
| 0     | 80 a 84 | 0     |
| 8     | 75 a 79 | 12    |
| 0     | 70 a 74 | 0     |
| 0     | 65 a 69 | 4     |
| 8     | 60 a 64 | 4     |
| 4     | 55 a 59 | 4     |
| 4     | 50 a 54 | 12    |
| 28    | 45 a 49 | 12    |
| 20    | 40 a 44 | 28    |
| 20    | 35 a 39 | 20    |
| 16    | 30 a 34 | 12    |
| 24    | 25 a 29 | 20    |
| 20    | 20 a 24 | 12    |
| 20    | 15 a 19 | 12    |
| 8     | 10 a 14 | 12    |
| 20    | 5 a 9   | 12    |
| 12    | 0 a 4   | 16    |

## Economia
El 2007 la població en edat de treballar era de 291 persones, 232 eren actives i 59 eren inactives. De les 232 persones actives 211 estaven ocupades (112 homes i 99 dones) i 21 estaven aturades (9 homes i 12 dones). De les 59 persones inactives 30 estaven jubilades, 18 estaven estudiant i 11 estaven classificades com a «altres inactius».

### Ingressos
El 2009 a Verdilly hi havia 167 unitats fiscals que integraven 448 persones, la mediana anual d'ingressos fiscals per persona era de 19.508 €.

### Activitats econòmiques
Dels 12 establiments que hi havia el 2007, 3 eren d'empreses de construcció, 4 d'empreses de comerç i reparació d'automòbils, 1 d'una empresa financera, 2 d'empreses de serveis, 1 d'una entitat de l'administració pública i 1 d'una empresa classificada com a «altres activitats de serveis».
Dels 4 establiments de servei als particulars que hi havia el 2009, 1 era un taller de reparació d'automòbils i de material agrícola, 1 paleta i 2 lampisteries.
L'any 2000 a Verdilly hi havia 7 explotacions agrícoles que ocupaven un total de 192 hectàrees.

## Equipaments sanitaris i escolars
El 2009 hi havia una escola elemental.

## Poblacions més properes
El següent diagrama mostra les poblacions més properes.